# Humphrey Waldock
Claud Humphrey Meredith Waldock, (13 août 1904 – 15 août 1981) est un juriste et avocat international britannique.

## Éducation
Waldock est né d'un planteur de thé à Colombo, Ceylan. Il fréquente l'école d'Uppingham et le Brasenose College d'Oxford et obtient un bleu de hockey en 1926. Il obtient un prix en classiques en 1925 et obtient une licence en jurisprudence en 1927 et une licence en droit civil en 1928,.

## Carrière
Waldock est admis au barreau de Gray's Inn en 1928. Il pratique sur le circuit des Midlands pendant une courte période, puis retourne à Oxford. Il est membre de Brasenose et chargé de cours en droit de 1930 à 1947, puis chargé de cours en droit à l'Oriel College de 1930 à 1939. Il est conseiller en 1951 et chevalier en 1961. Il est nommé OBE en 1942 et CMG en 1946.
Son intérêt académique se porte initialement sur le droit foncier et l'équité, mais après la Seconde Guerre mondiale, Waldock rejoint une branche de l'Amirauté, qu'il dirige et obtient le grade de secrétaire adjoint principal en 1944. Dans ce poste, Waldock participe aux relations diplomatiques de la Royal Navy avec d'autres pays. Il quitte ce poste en 1945 et retourne à Oxford, où il développe une pratique à temps partiel dans les affaires internationales devant la Cour internationale de justice, où il reste jusqu'en 1973. Wadlock est professeur Chichele de droit international public à l'All Souls College d'Oxford, de 1947 à 1979. Il est rédacteur en chef du British Year Book of International Law de 1955 à 1974. Il est élu conseiller de Gray's Inn en 1956 et son trésorier en 1971.
Il siège à la Commission du droit international des Nations Unies de 1961 à 1972. Il est rapporteur spécial sur le droit des traités de 1962 à 1966, président en 1967 et rapporteur spécial sur la succession d'États en matière de traités de 1968 à 1972. Les six rapports qu’il rédige au nom de la CDI sur le droit des traités continuent d’être des sources de droit de premier plan pour le droit international.
Waldock est juge britannique à la Cour européenne des droits de l’homme de 1966 à 1974 et à la Cour internationale de justice de 1973 à 1981. Il est président de la CIJ de 1979 jusqu'à sa mort en 1981.

## Vie privée
Waldock épouse Ethel Beatrice Williams en 1934, avec qui il a un fils, Humphrey Edward, et une fille, Jill. Vers la fin de sa vie, Waldock vit à Lathbury Road, au nord d'Oxford. Il est décédé à La Haye en 1981 d'une crise cardiaque.